# Estoig escolar

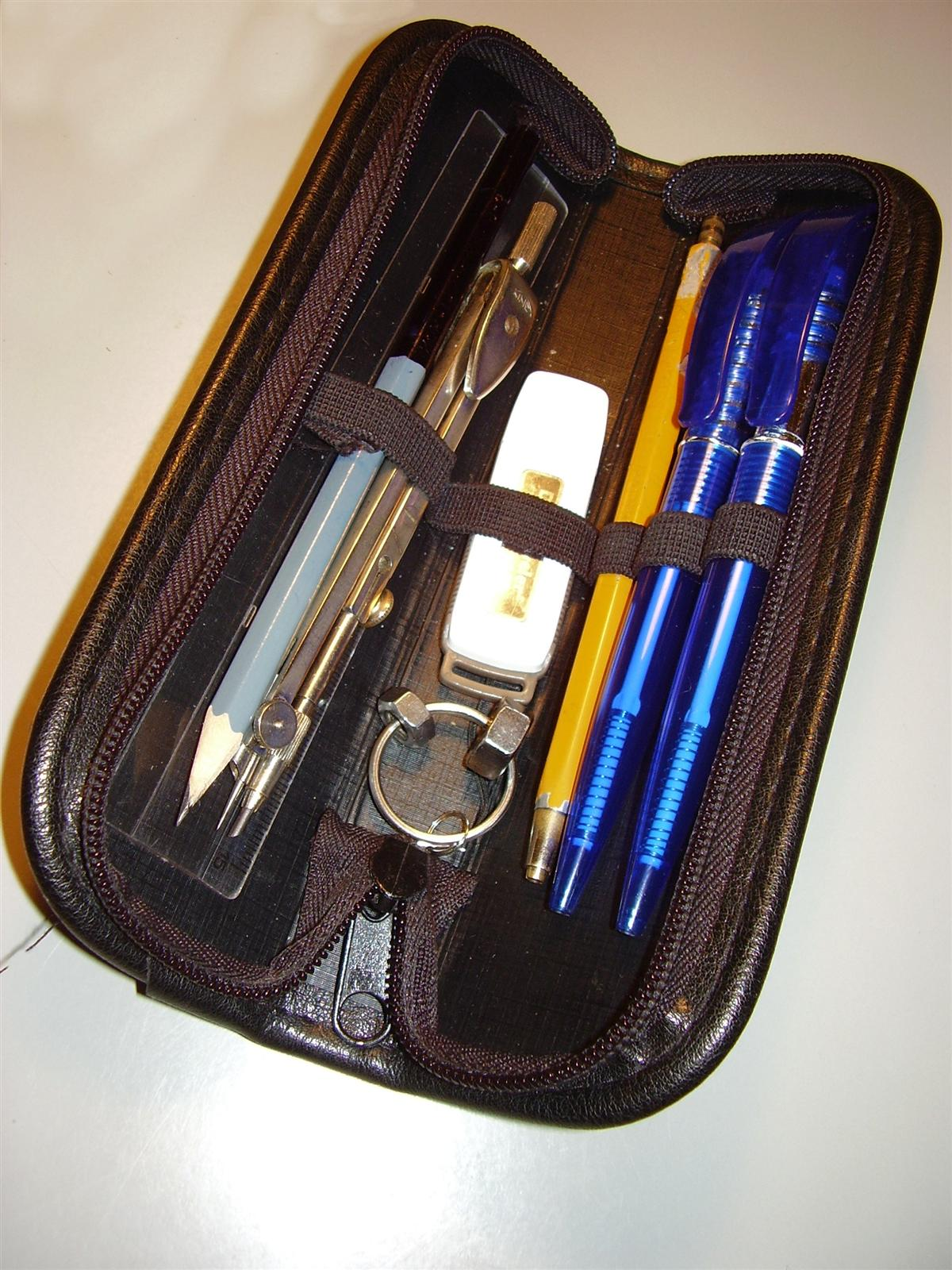
Un estoig

Un estoig escolar, o plomer, és un recipient que s'utilitza per guardar estris d'escriure com ara: llapis, plomes, mànecs de ploma, bolígrafs, retoladors, etc... Tanmateix un plomertambé pot contenir d'altres articles de papereria, com ara maquinetes de fer punta, bastonets de cola, gomes d'esborrar, tisores, regles. etc...
Els estoigs es poden fer amb una varietat de materials com la fusta o el metall. Alguns estoigs tenen una carcassa dura i rígida que tanca els bolígrafs a l'interior, mentre que altres utilitzen un material més suau com el plàstic, el cuir o el cotó. Les versions suaus solen subjectar-se amb una cremallera.

## Història

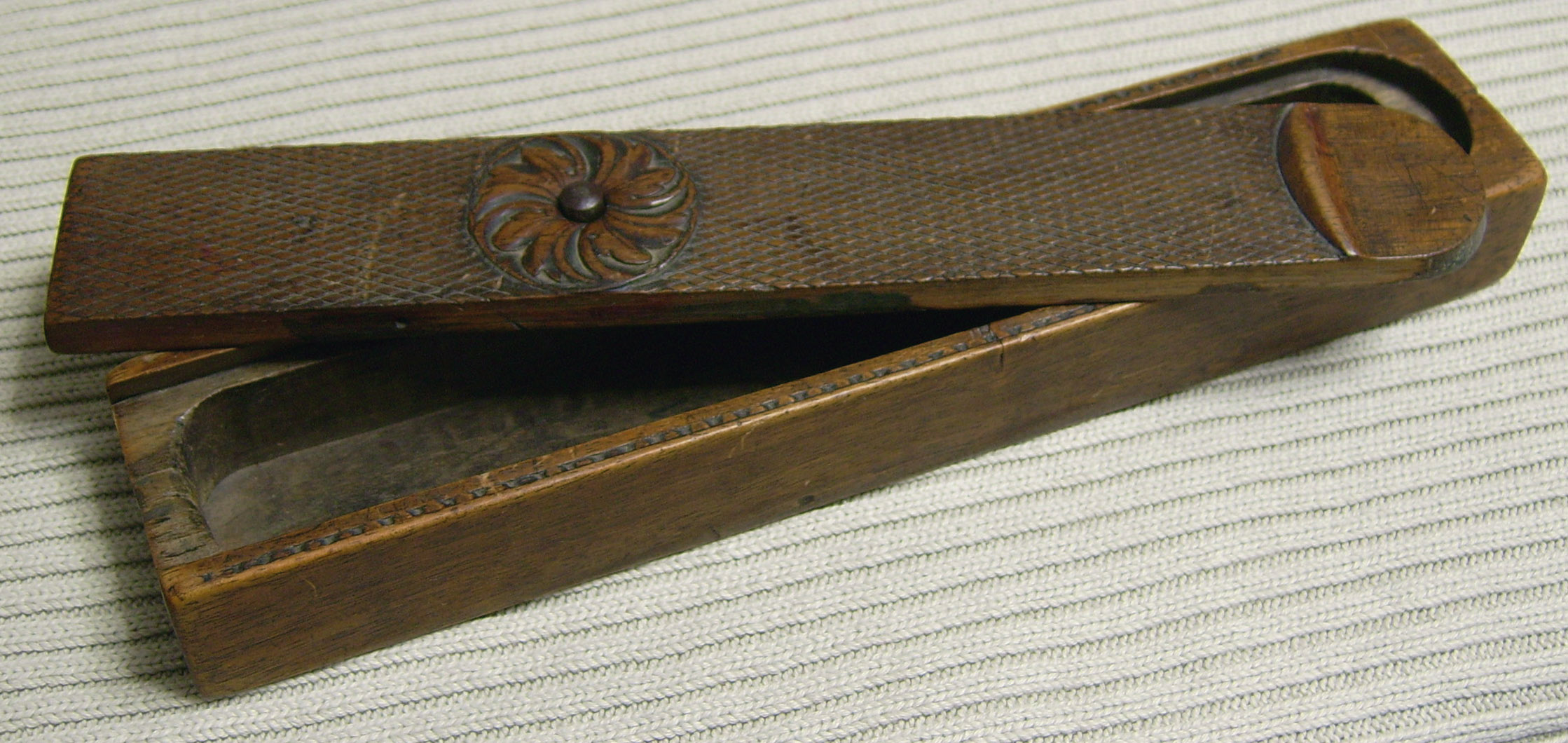
Plomer.antic

Els primers plomers eren de forma rodona o cilíndrica. Alguns plumiers primerencs estaven decorats amb jaspi (1860) o platí (des de 1874).
En les variants modernes més sofisticades també hi ha un compartiment en el qual es pot emmagatzemar un cartabó, tot i que se'l consideri en el seu origen com un "contenidor per emmagatzemar plomes"

## Tipus

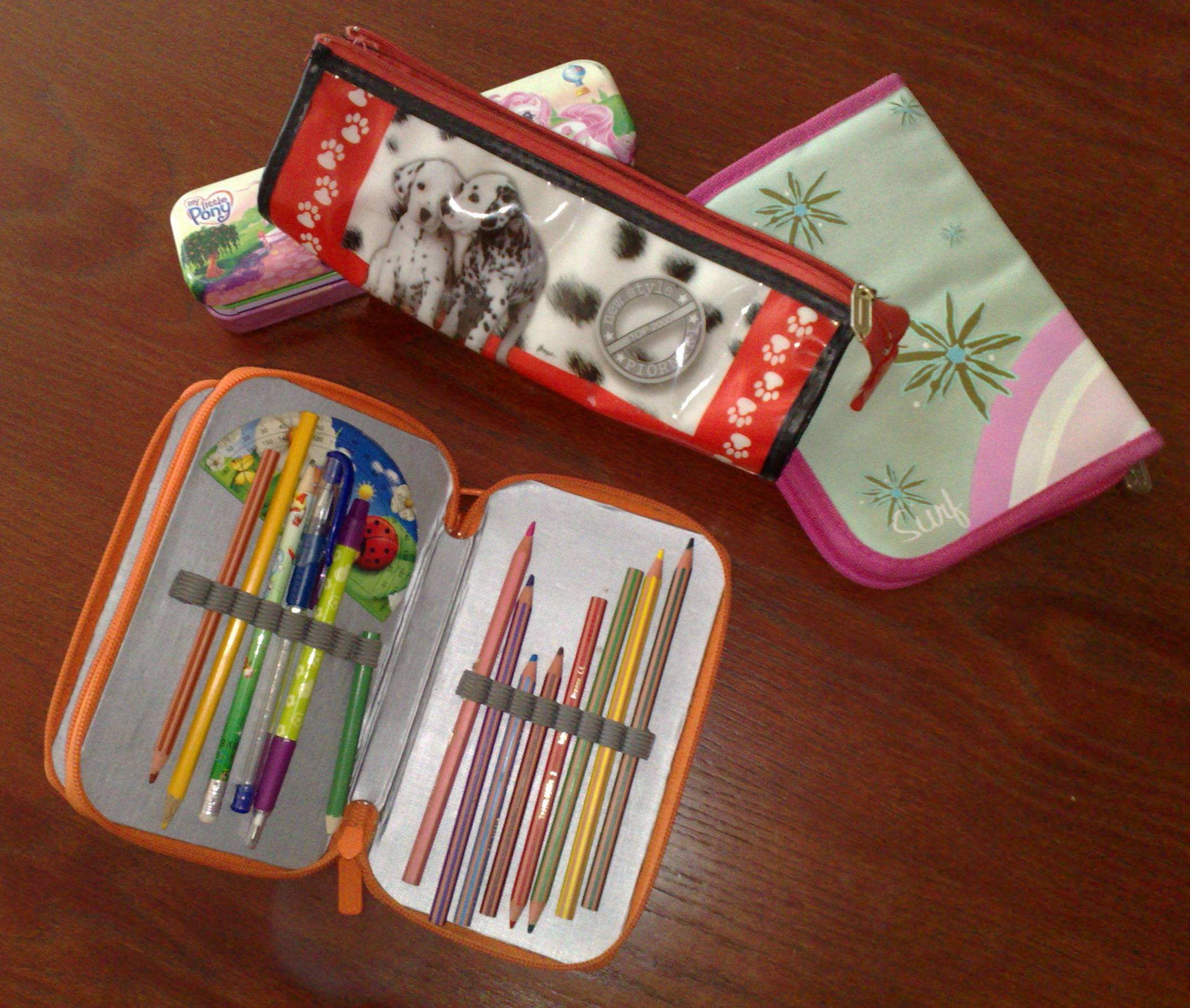
Diversos estoigs escolars

Bàsicament, es poden distingir dos tipus de estoigs.

### Estoigs d'un o més pisos
Consisteixen en un petit maletí de manera que es tanca amb cremallera. Consta almenys una planxa rígida sobre la qual es disposen una sèrie de gomes elàstiques que formen espais prou amplis com per introduir tots i cadascun d'aquests materials. La goma els manté fixos a la base impedint que es moguin i es regirin al seu interior. Depenent de l'objecte que s'hi introdueix consenten una amplada major o menor sempre per tal de permetre l'entrada de l'útil amb comoditat però impedir que es mogui.
L'estoig s'obre com una carpeta i conté material als dos costats oposats. En un es disposen, per exemple, els llapis de colors i en l'altre, la maquineta, la goma, la regla, l'escaire i el transportador d'angles. Hi ha estoigs de diferents mides i capacitats, alguns amb dos nivells i dues cremalleres fetes de metall.

### Estoigs tipus bossa

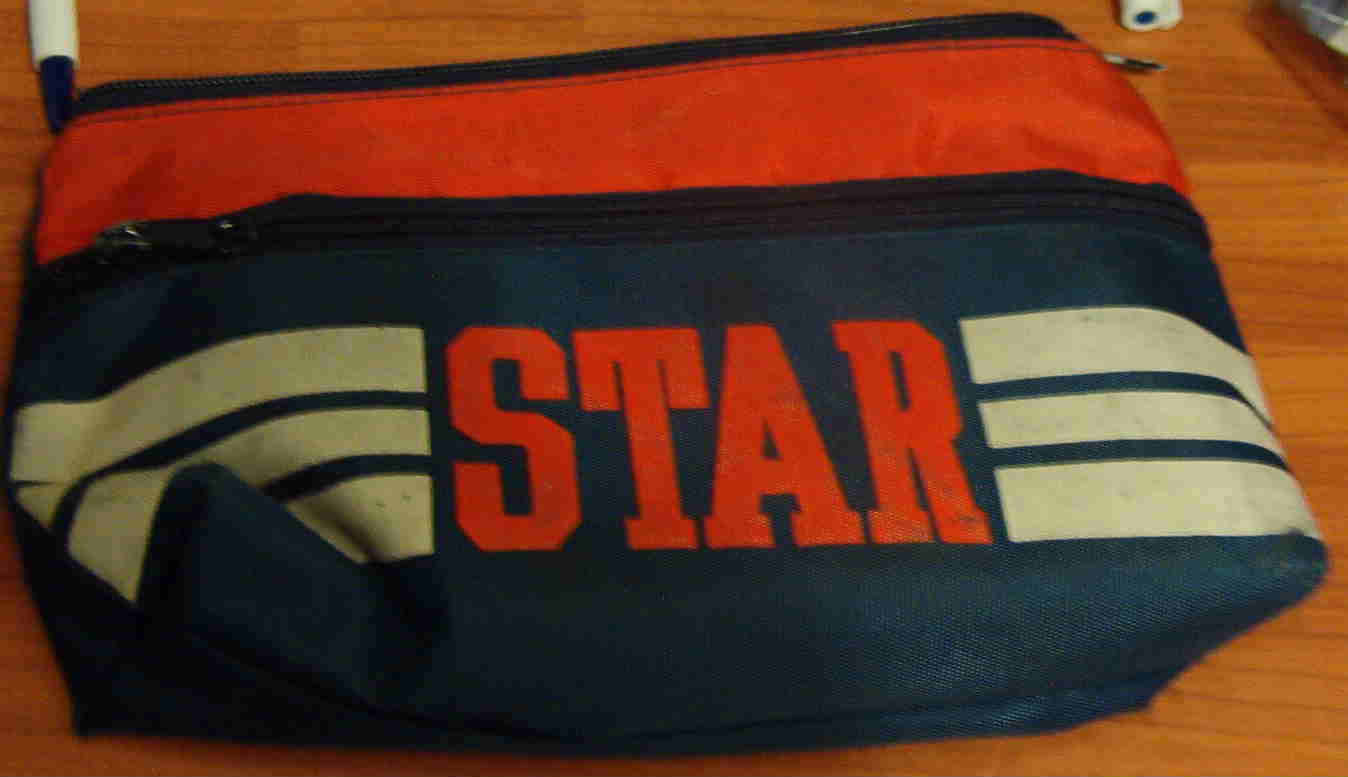
Estoig tipus bossa

Són recipients en què els escolars introdueixen el material a granel, sense classificar. Adopten la forma de bosses allargades o cilíndriques que es tanquen amb una cremallera. A l'interior, els nens porten els seus llapis, gomes d'esborrar, petites regles, clips, etc. Poden ser fabricats en plàstic de diferents textures i gruixos o en tela.
Tant el primer com el segon tipus d'estoig solen estar decorats amb imatges infantils o personatges populars de pel·lícules, dibuixos animats, videojocs, esports, etc.

## Variants europees
A Europa estan molt estesos els estoigs en què els estris d'escriptura es mantenen sense classificar. Al nord i l'oest d'Alemanya s'anomena col·loquialment federbüchse i al sud d'Alemanya com Schlampermäppchen. A la resta de zones d'Alemanya, així com a Àustria (Pennal) i a Suïssa (Etui) s'utilitzen majoritàriament els mateixos termes que per a les carpetes rectangulars.